# Lars Lilholt Bands diskografi
Det danske folk-rockorkester Lars Lilholt Bands diskografi består af 12 studiealbum, fem livealbum (to inklusiv DVD'er), tre opsamlingsalbum, og én videoudgivelse. Desuden har Lars Lilholt udgivet flere albums i eget navn, hvor musikere fra Lars Lilholt Band også medvirker, heriblandt Og fanden dukked' op og sagde ja! (1982), I en sommernat (1988), En gang drog vi ud for at slå tiden ihjel (1989), Med natten mod vest (1991), Nefertiti (2003), og Amulet (2015).

## Album

### Studiealbum
| Titel                                                          | Album detaljer                                                                   | Højeste placering | Certificering |
| Titel                                                          | Album detaljer                                                                   | Danmark           | Certificering |
| -------------------------------------------------------------- | -------------------------------------------------------------------------------- | ----------------- | ------------- |
| Lars Lilholt Band                                              | - Udgivet: 1984 - Selskab: Exlibris - Format: LP                                 | *                 |               |
| Portland                                                       | - Udgivet: 1986 - Selskab: Pusher - Format: LP, CD                               | *                 |               |
| Kong Pukkelrygs Land                                           | - Udgivet: 1994 - Selskab: CMC - Format: CD, kassettebånd                        | 5                 | - Platin      |
| Masai                                                          | - Udgivet: 1997 - Selskab: CMC - Format: CD                                      | 1                 | - 2× Platin   |
| Gloria                                                         | - Udgivet: 2001 - Selskab: RecArt - Format: CD                                   | 1                 | - 3× Platin   |
| Den 7. dag                                                     | - Udgivet: 2004 - Selskab: RecArt - Format: CD                                   | 2                 | - Guld        |
| Jokerne                                                        | - Udgivet: 2008 - Selskab: RecArt - Format: CD                                   | 13                |               |
| Smukkere med tiden                                             | - Udgivet: 2008 - Selskab: RecArt - Format: CD, DVD                              | 1                 | - Platin      |
| Stilheden bag støjen                                           | - Udgivet: 19. november 2012 - Selskab: Universal - Format: CD, download         | 2                 | - Guld        |
| Lad julen vare længe (udgivet som Lars Lilholts Jule-folkband) | - Udgivet: 6. november 2020 - Selskab: Music Manager - Format: CD, download      | 2                 |               |
| Decameron                                                      | - Udgivet: 8. april 2021 - Selskab: Music Manager - Format: LP, CD, download     | 2                 |               |
| Kosmiske kindkys                                               | - Udgivet: 11. november 2024 - Selskab: Music Manager - Format: LP, CD, download | 9                 |               |
| "*" markerer at informationen ikke er tilgængelig.             |                                                                                  |                   |               |

### Livealbum
| Titel | Album detaljer                                                             | Højeste placering | Certificering |
| Titel | Album detaljer                                                             | Danmark           | Certificering |
| --- | -------------------------------------------------------------------------- | ----------------- | ------------- |
| Kontakt | - Udgivet: 1990 - Selskab: CMC - Format: LP, CD, kassettebånd              | *                 | - Platin      |
| Et Ekko Af Sommer                                                                                                   | - Udgivet: 1994 - Selskab: CMC - Format: CD                                | 15                | - Guld        |
| De lyse nætters orkester                                                                                            | - Udgivet: 2005 - Selskab: RecArt - Format: CD, DVD                        | 1                 | - Guld        |
| Live på Smukfest | - Udgivet: 29. november 2019 - Selskab: Gateway - Format: LP, CD, download | —                 |               |
| De nye og de største hits                                                                                           | - Udgivet: 2022 - Selskab: Music Manager - Format: CD, DVD                 |                   |               |
| "*" markerer at informationen ikke er tilgængelig. "—" markerer en udgivelse der ikke opnåede en hitlisteplacering. |                                                                            |                   |               |

### Opsamlingsalbum
| Titel                                                            | Album detaljer                                    | Højeste placering | Certificering |
| Titel                                                            | Album detaljer                                    | Danmark           | Certificering |
| ---------------------------------------------------------------- | ------------------------------------------------- | ----------------- | ------------- |
| Gi' det blå tilbage                                              | - Udgivet: 1998 - Selskab: CMC - Format: CD       | 1                 | - 4× Platin   |
| Ofelia                                                           | - Udgivet: 2005 - Selskab: Universal - Format: CD | —                 |               |
| Den hvide dværg - 40 stærke Lilholt sange                        | - Udgivet: 2009 - Selskab: MBO - Format: Download | —                 |               |
| "—" markerer en udgivelse der ikke opnåede en hitlisteplacering. |                                                   |                   |               |

## Videoudgivelser
| Titel                          | Album detaljer                                              | Højeste placering |
| Titel                          | Album detaljer                                              | Danmark           |
| ------------------------------ | ----------------------------------------------------------- | ----------------- |
| De lyse nætters orkester 2 & 3 | - Udgivet: 7. april 2014 - Selskab: ArtPeople - Format: DVD | 1                 |